# Должиков, Николай Павлович
Николай Павлович Должиков (10 января 1932, Люблино — 2 января 2012, Стаханов) — шахтёр Донбасса.

## Биография
Трудовую деятельность начал в 1948 году учеником токаря на заводе им. Л. М. Кагановича в г. Люблино.
В 1951 году окончил третий Московский аэроклуб и был призван в ряды Советской Армии.
С 1955 по 1988 годы работал на шахте им. Сталина (им. ХХІІ съезда КПСС) треста «Кадиевуголь» проходчиком, забойщиком, машинистом угольного комбайна, крепильщиком, горнорабочим.
В 1988—1989 годах — младший научный сотрудник музея Стахановского движения.
Николай Должиков, уже будучи на пенсии, прошел обучение на курсах машинистов подземных установок, к нескольким своим горняцким специальностям добавив еще одну, и в 1989—1993 годах проработал подземным горнорабочим на шахте «им. XXІІ съезда КПСС».
Был членом КПСС и делегатом XXV съезда КПСС.
Н. П. Должиков скончался 2 января 2012 года.

## Награды
- Герой Социалистического труда (1976).
- Награждён двумя орденами Ленина, медалью «Почетный шахтер СССР», знаком «За заслуги перед Луганщиной» ІІ, ІІІ степени, полный кавалер знака «Шахтерская слава».
- Почётный гражданин города Стаханова.
- 27 августа 2010 года Указом Президента Украины В. Ф. Януковича № 874/2010 «О награждении государственными наградами Украины работников угольной промышленности» награждён орденом «За заслуги» III степени за весомый личный вклад в укрепление энергетического потенциала государства, многолетний самоотверженный шахтёрский труд, высокий профессионализм и по случаю 75-летия стахановского движения и Дня шахтёра[4].